# Krux
Krux är ett svenskt doom metalband. Det grundades av basisten och låtskrivaren Leif Edling då Candlemass splittrats efter sin återföreningsturné 2002. Krux har sedan fortsatt vara aktivt trots att Candlemass återförenats igen.

## Medlemmar
Senaste kända medlemmar
- Leif Edling – basgitarr (2002–?) (Candlemass)
- Mats Levén – sång (2002–?) (ex-Therion,ex-Yngwie Malmsteen)
- Jörgen Sandström – gitarr (2002–?) (ex-Entombed, ex-Grave)
- Peter Stjärnvind – trummor (2002–?) (ex-Entombed)
- Fredrik Åkesson – gitarr (2003–?) (ex-Arch Enemy, Opeth)
- Carl Westholm – keyboard (2003–?) (Carp Tree)

Turnerande medlemmar
- Marcus Jidell – gitarr
- Per Wiberg – keyboard (2009)

## Diskografi
Studioalbum
- Krux (2003)
- II (2006)
- III - He Who Sleeps Amongst The Stars (2011)

Livealbum
- Krux: Live (DVD, 2003)